# Coppa del mondo 2 litri costruttori
La Coppa del mondo 2 litri costruttori (FIA 2-Litre World Cup for Manufacturers), è stato un campionato automobilistico per costruttori di rally organizzato dalla Federazione Internazionale dell'Automobile, per sette stagioni, dal 1993 al 1999.

## Albo d'oro
| # | Anno | Scuderia campione | Vettura utilizzata                |
| - | ---- | ----------------- | --------------------------------- |
| 1 | 1993 | General Motors    | Opel Astra GSI 16V                |
| 2 | 1994 | Škoda             | Škoda Favorit 136L                |
| 3 | 1995 | Peugeot           | Peugeot 306 S16                   |
| 4 | 1996 | SEAT              | SEAT Ibiza GTI 16V                |
| 5 | 1997 | SEAT              | SEAT Ibiza GTI 16V                |
| 6 | 1998 | SEAT              | SEAT Ibiza GTI 16V                |
| 7 | 1999 | Renault           | Renault Mégane Maxi, Renault Clio |